# 強制労働の廃止に関する条約
強制労働の廃止に関する条約（第百五号）（きょうせいろうどうのはいしにかんするじょうやく（だいひゃくごごう）、Abolition of Forced Labour Convention, 令和4年条約第9号）は、国際労働機関（ILO）の条約である。基本条約（Fundamental convention）の1つであり、ILO105号条約とも呼ばれる。
1930年の強制労働条約（第29号）を補強・補完する条約であり、この条約を批准する国は、次に掲げる手段、制裁または方法としてのすべての種類の強制労働を廃止し、これを利用しないことを約束する。
1. 政治的な圧制もしくは教育の手段、または政治的な見解もしくは既存の政治的・社会的もしくは経済的制度に思想的に反対する見解を抱き、もしくは発表することに対する制裁

経済的発展の目的のために、労働力を動員し利用する方法
1. 労働規律の手段
2. ストライキに参加したことに対する制裁
3. 人種的・社会的・国民的または宗教的差別待遇の手段

この条約を批准する国はまた、前記のような強制労働を即刻かつ完全に廃止するために必要な効果的な措置をとることを約束する。

## アジアの各国の動向
強制労働の廃止に関する条約（第105号）は、日本と並んで中国、韓国も批准していなかった。
中国は、2022年4月20日、全国人民代表大会常務委員会が、批准を承認し、8月12日に批准書を国際労働事した。
韓国については、2021年に結社の自由及び団結権の保護に関する条約（第87号）と（第98号）及び、強制労働に関する条約（第29号）は批准したが、強制労働の廃止に関する条約（第105号）は、政治的な見解の表明やストライキを制裁するために強制労働を強いることを禁じる内容が盛り込まれていて、国家安保法や刑法などに抵触するため、韓国が分断国家であることを踏まえると追加の検討が必要であるとして、批准を保留している。
また、8つの基本条約をすべて批准した国は、ILOの187の加盟国のうち146か国、OECD（経済協力開発機構）の36の加盟国のうち32か国であることを考えると、韓国は依然として国際基準を満たしていないことになります、と報道されているが、日本及び米国は、8つの基本条約のうち、雇用及び職業についての差別待遇に関する条約（111号）を批准していない。

## 日本の批准までの経緯
日本は2022年7月19日に批准。2023年7月19日に日本について発効。

### 採択から2021年までの状況
1930年6月28日に採択され1932年5月1日に発効した1930年の強制労働条約（第29号）は、1932年11月21日に日本は批准している。しかし、これを補強・補完する条約である強制労働の廃止に関する条約は、1957年6月25日に採択され、1959年1月17日発効したが、採択後60年以上経過しても日本は批准しなかった。
その理由について、政府は国会の質問主意書（石橋通宏議員、情報労連）に対する答弁で「ILO百五号条約」においては、政治的見解の発表等に対する制裁、労働規律の手段、同盟罷業に参加したことに対する制裁等としての強制労働を禁止する旨規定しているところ、我が国においては、国家公務員及び地方公務員の争議行為の共謀、そそのかし及びあおり、国家公務員による一定の政治的行為のほか、一定の業務に従事する者の労働規律違反等に対する刑罰として懲役刑が設けられて」いることとの整合性が問題であると認めた。

### 議員立法による国内法整備
2021年5月31日に、強制労働の廃止に関する条約（第百五号）の締結のための関係法律の整備に関する法律案が、自由民主党、立憲民主党、公明党、日本維新の会、国民民主党等により議員立法として衆議院へ提出され、6月3日に衆議院で、6月9日に参議院で可決され成立した。内容は、問題になっていた処罰規定を懲役刑から禁固刑に改正するもので、日本共産党が処罰規定自体を廃止すべきとして反対したほか、多数で可決された。条約の締結のための国内法改正が議員立法で行われるのは他に例がない。この法律は、令和3年6月16日に令和3年法律第75号として公布され、7月6日に施行された。

### 条約の国会承認
2022年3月8日の閣議で、「強制労働の廃止に関する条約（第105号）の締結について国会の承認を求めるの件」が決定され
、同日衆議院へ提出された
。国内法の改正については、外務省は条約の説明書において「必要としない」 としている。これは前出のように必要な法改正がすでに行われているためである。
協定の承認案件は、5月12日に衆議院で、6月8日に参議院で、いずれも全会一致で可決された。
国会での承認を受けて、2022年7月12日の閣議で、「強制労働の廃止に関する条約（第105号）の批准について」及び強制労働の廃止に関する条約（第105号）の公布が決定され、批准書は7月19日に国際労働事務局長へ提出された。これにより条約第4条３の規定により12か月後の2023年7月19日に日本について発効する。また国内的には7月21日に官報号外第157号により、令和4年条約第9号として公布された。

### 刑法改正との整合性
強制労働の廃止に関する条約（第105号）の承認が行われた同じ国会において、懲役刑と禁錮刑を統合して拘禁刑を創設する刑法の改正案も成立した。新しい拘禁刑では「拘禁刑に処せられた者には、改善更生を図るため、必要な作業を行わせ、又は必要な指導を行うことができる。」となっている。また、強制労働の廃止に関する条約（第105号）の承認のために懲役刑から禁固刑になった規定もすべて拘禁刑に改正されるため、条約に反する可能性が生じた。これについては、国会審議のなかで、「具体的には、同法により改正された国内法令上の行為を行ったことにより拘禁刑に処せられた者が受刑する場合には、刑法等一部改正法案において刑事収容施設法を改正し、「刑事施設の長は、受刑者に対し、その改善更生及び円滑な社会復帰を図るため必要と認められる場合には、作業を行わせるものとする。ただし、作業を行わせることが相当でないと認めるときは、この限りでない。」との規定を設け、相当性を欠く場合は受刑者に作業を課さないものとしていることを根拠に、条約上の義務を履行する観点から相当性を欠くものとして、本人の意思に反して作業を課さないこととし、その旨の通達等を法務省から各刑事施設長宛てに発出することにより確保することが予定されているものと承知しております。」との政府答弁（赤堀外務省大臣官房地球規模課題審議官）がされている。